# آویا بی‌اچ-۹
آویا بی‌اچ-۹ (به انگلیسی: Avia_BH-9) یک هواگرد ملخ‌پیشین تک‌موتوره از نوع ورزشی ساخت شرکت Avia است. این هواگرد در سال ۱۹۲۳ میلادی رسماً معرفی گردید. در مجموع، تعداد ۱۱ فروند از این هواگرد ساخته شده‌است.
طراح این هواگرد، Pavel Beneš and Miroslav Hajn بود.